# 1957 en mathématiques
| Années des mathématiques : 1954 - 1955 - 1956 - 1957 - 1958 - 1959 - 1960    |
| Décennies des mathématiques : 1920 - 1930 - 1940 - 1950 - 1960 - 1970 - 1980 |

Cet article présente les faits marquants de l'année 1957 en mathématiques.

## Naissances

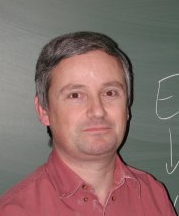
Jean-Claude Sikorav

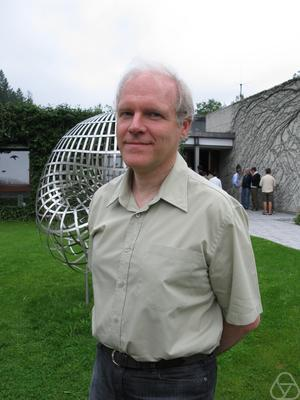
Jean-Pierre Demailly

- 1er janvier : Yann Brenier, mathématicien français.
- 11 janvier : Christian Genest, mathématicien canadien (québécois).
- 3 février : Eric Lander, mathématicien, biotechnologiste, économiste, épidémiologiste et biologiste américain.
- 8 février : Karine Chemla, mathématicienne française.
- 12 mars : Jacques Hurtubise, mathématicien canadien.
- 21 mai : Jean-Baptiste Leblond, mathématicien français.
- 29 mai : Jean-Christophe Yoccoz (mort en 2016), mathématicien français, médaille Fields en 1994.
- 1er juin : Guy David, mathématicien français.
- 13 juin : Alexander Beilinson, mathématicien américain d'origine russe.
- 21 juin : Jean-Claude Sikorav, mathématicien français.
- 26 juin : Gérard Ben Arous, mathématicien français.
- 20 août : Simon Donaldson, mathématicien anglais, médaille Fields en 1986.
- 25 septembre : Jean-Pierre Demailly (mort en 2022), mathématicien français.
- 30 septembre : Paul Vojta, mathématicien américain.
- 1er octobre : Éva Tardos, mathématicienne américaine d'origine hongroise.
- 5 octobre : Jean-Lin Journé (mort en 2016), mathématicien français.
- 16 octobre : Shūji Saitō, mathématicien japonais.
- 10 novembre : George Woltman, mathématicien américain.
- 13 novembre : Fernando Q. Gouvêa, mathématicien et historien des mathématiques brésilien.

- Irene Gamba, mathématicienne argentino-américaine.
- Narendra Karmarkar, mathématicien indien.
- Catherine Sulem, mathématicienne canadienne.

## Décès

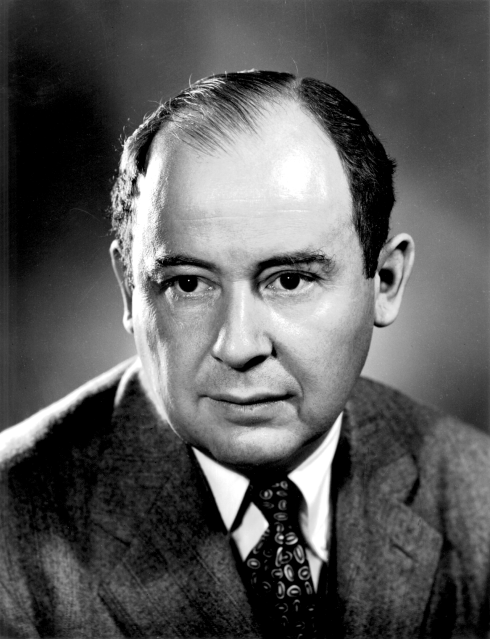
Johannes von Neumann

- 2 février : Albert Schaeffer (né en 1907), mathématicien américain.
- 8 février : Johannes von Neumann (né en 1903), mathématicien américain d'origine hongroise, auteur des Fondements mathématiques de la mécanique quantique.
- 20 avril : Konrad Knopp (né en 1882), mathématicien allemand.
- 5 mai : Leopold Löwenheim (né en 1878), mathématicien allemande.
- 10 mai : Guido Ascoli (né en 1887), mathématicien italien.
- 11 mai : Théophile de Donder (né en 1872), physicien, mathématicien et chimiste belge.
- 13 mai : Michael Fekete (né en 1886), mathématicien hongro-israélien.
- 21 juin : Maurice Audin (né en 1932), mathématicien français.
- 13 août : 
  - Edgar Odell Lovett (né en 1871), mathématicien américain.
  - Carl Störmer (né en 1874), mathématicien et physicien norvégien.
- 19 août : Maurice Kraitchik (né en 1882), mathématicien belge.